# Raven (kvinnlig fribrottare)
Raven, även känd som Alondra, född 2 februari 2000 i Torreón i Coahuila är en mexikansk fribrottare inom den mexikanska stilen lucha libre.
Raven brottas sedan juli 2023 för Consejo Mundial de Lucha Libre (CMLL) under namnet Alondra, på grund av upphovsrättsanledningar. CMLL är Mexikos största och äldsta fribrottningsförbund. Där gestaltar hon en tecnica (de som porträtterar "de goda" i professionell mexikansk brottning, till skillnad från rudas, de onda). Raven brottas iförd fribrottningsmask och hennes identitet är inte känd av allmänheten, vilket är vanligt inom lucha libre.

## Karriär
Raven brottades i sin första match den 2 februari 2023 i Arena Coliseo Tony Arellano efter att ha tränats av El Hijo de Halcón Suriano. Den 4 juli 2023 debuterade hon för CMLL i Arena Coliseo Guadalajara under namnet Alambre, då hon tillsammans med Sexy Sol och Dulce Kitty besegrades av de mer rutinerade Atenea, Nexy och Náutica. Nästa match för förbundet gick hon den 5 september 2023 i en match som presenterades som Guadalajara mot Comarca Lagunera, fyra kvinnor mot fyra, vilket resulterade i ytterligare en förlust. Veckan efter, den 12 september, så tog hon sin första seger i CMLL då hon ihop med Adira och Lady Shadow besegrade Hatanna, Sexy Sol och La Pantera. Den 17 oktober 2023, på ett särskilt evenemang för att hedra äldre legendariska mexikanska fribrottare tog hon återigen en seger tillsammans med Adira och Lady Shadow. Denna gång återigen mot La Pantera men även Nexy och Miss Guerrera. Den 31 oktober samma år, i en revanchmatch från september ställdes återigen Guadalajaras kvinnliga brottare mot Lagunas. Denna gång vann Laguna, med Raven/Alondra, Andromeda och Lady Shadow över Guadalajara-laget bestående av Centinela, Magia Azul och Lady Amazona. På årets sista show, ett pay-per-view-evenemang den 29 december 2024, marknadsfört av CMLL som Viernes de Locura besegrade hon tillsammans med Andromeda laget bestående av Lady Shadow och Reina Suriana.
Den 9 januari 2024 besegrades hon och Lady Shadow i första omgången av laget bestående av Hatanna och Katara i en turnering om Occidente Women's Tag Team Championship, som de sistnämnda senare vann. Den 30 juli 2024 gör hon comeback efter en mindre skada i ytterligare ett evenemang fokuserat på Guadalajara mot Laguna.
I Torreón med omnejd brottas hon under namnet Raven och är känd för sin atletiska förmåga, och brottas i olika arenor varje vecka.